# Kreissparkasse Gotha
Die Kreissparkasse Gotha ist eine Sparkasse in Thüringen mit Sitz in Gotha. Sie ist eine Anstalt des öffentlichen Rechts.

## Geschäftsgebiet und Träger
Das Geschäftsgebiet der Kreissparkasse Gotha umfasst den Landkreis Gotha, welcher auch Träger der Sparkasse ist.

## Geschäftszahlen
Die Kreissparkasse Gotha wies im Geschäftsjahr 2023 eine Bilanzsumme von 1,586 Mrd. Euro aus und verfügte über Kundeneinlagen von 1,324 Mrd. Euro. Gemäß der Sparkassenrangliste 2023 liegt sie nach Bilanzsumme auf Rang 271. Sie unterhält 14 Filialen/Selbstbedienungsstandorte und beschäftigt 223 Mitarbeiter.

## Sparkassen-Finanzgruppe
Die Kreissparkasse Gotha ist Teil der Sparkassen-Finanzgruppe und gehört damit auch ihrem Haftungsverbund an. Er sichert den Bestand der Institute und sorgt dafür, dass sie auch im Fall der Insolvenz einzelner Sparkassen alle Verbindlichkeiten erfüllen können. Die Sparkasse vermittelt Bausparverträge der regionalen Landesbausparkasse, offene Investmentfonds der Deka und Versicherungen der SV SparkassenVersicherung. Im Bereich des Leasing arbeitet die Kreissparkasse Gotha mit der  Deutschen Leasing zusammen. Die Funktion der Sparkassenzentralbank nimmt die Landesbank Hessen-Thüringen wahr.